# Georgijevszkoje (Kosztromai terület)
Georgijevszkoje (oroszul: Георгиевское) falu Oroszország Kosztromai területén, a Mezsai járás székhelye.	
Lakossága: 2513 fő (a 2010. évi népszámláláskor).

## Fekvése
A Kosztromai terület északkeleti részén, Kosztromától országúton 316 km-re, a Mezsa (az Unzsa mellékfolyója) partján fekszik. A legközelebbi vasútállomás az 55 km-re délre fekvő Manturovo, és nem sokkal távolabb, 65 km-re van Sarja, mindkettő a Buj–Kirov fővonalon.

## Története
A falut 1242-ben alapították. Másik, történelmi nevét a folyóról kapta (Verhnyemezsszkoje, vagyis Felső-Mezsai). Szent Györgynek szentelt 18. századi fatemploma helyén 1820-ban kőtemplomot építettek, mely napjainkban is áll. 
Hosszú ideig egy északi kereskedelmi útvonal fontos állomása volt. A 19. században alsó szintű közigazgatási egység (voloszty) székhelye lett. A 20. század elején egyházi fenntartású iskolája, kórháza volt. 1910-ben egy tűzvész idején központi része erősen megrongálódott. Napjainkban középiskola, szakképző iskola, központi kórház, múzeum működik a településen.